# Sweltsa borealis
Sweltsa borealis är en bäcksländeart som först beskrevs av Banks 1895.  Sweltsa borealis ingår i släktet Sweltsa och familjen blekbäcksländor. Inga underarter finns listade i Catalogue of Life.